# Хроника Гвидо
Хроника Гвидо лат. Guidonis chronica — небольшое сочинение на латинском языке, записанное во времена императора Генриха V неким лангобардом Гвидо, вероятно, монахом из Монтекассино. Охватывает период с 756 по 1108 гг. и содержит сведения главным образом по истории Священной римской империи.

## Издания
- Guidonis chronica / ed. G. H. Pertz // MGH, SS. Bd. V. Hannover. 1844, p. 64-65[2].

## Переводы на русский язык
- Хроника Гвидо - в переводе И. М. Дьяконова на сайте Восточная литература